# دينيس غيريرو
دينيس غيريرو (بالإسبانية: Denisse Guerrero)‏ هي مغنية وكاتبة غنائية مكسيكية، ولدت في 8 أغسطس 1972 في لوس موتشيس في المكسيك.

## وصلات خارجية
- دينيس غيريرو على موقع ميوزك برينز (الإنجليزية)